# Toby Stevenson
Toby Stevenson (ur. 19 listopada 1976) – amerykański lekkoatleta, tyczkarz.

## Sukcesy
- złoty medal Igrzysk Panamerykańskich (Santo Domingo 2003)
- srebro Igrzysk olimpijskich (Ateny 2004)
- 2. miejsce podczas Światowego Finału IAAF (Monako 2004)
- 2. miejsce na Światowym Finale IAAF (Stuttgart 2006)

## Rekordy życiowe
- Skok o tyczce – 6,00 (2004)